# Trapped Under Ice
«Trapped Under Ice» es la quinta canción del segundo disco de Metallica, Ride the Lightning, lanzado en 1984. Fue escrita por James Hetfield, Lars Ulrich y Kirk Hammett.
La canción está orientada a la impotencia: el sentimiento básico que inspira la canción metafóricamente. Narra en primera persona la situación que vive un hombre atrapado bajo el hielo, asfixiándose a la muerte, sin embargo, se cree que podría simbolizar a una persona que actúa sin pensar, inclusive hasta a un drogadicto.
Es una de las canciones menos interpretadas en vivo por parte de la banda. Ha sido tocada en su completa extensión veintiún veces, dos en 1984, una vez en 2000, una en 2004, trece en 2009 (el año en que más veces fue tocada, donde destaca la actuación en el concierto "Orgullo, pasión y Gloria" los días 4, 6 y 7 de junio de 2009 en la Ciudad de México), tres en 2010  y la última en 2012, en su propio festival "Orion Music + More", donde tocaron el álbum Ride the Lightning en su totalidad.
La canción cuenta con 3 solos de guitarra de Kirk Hammett, el primero viene después del riff de introducción; el segundo, después del primer coro; y el tercero después del puente entre el segundo coro y el tercer verso.

## Otros medios
- Es una canción que se encuentra en el videojuego Guitar Hero World Tour.

## Créditos
- James Hetfield: Voz y guitarra rítmica.
- Kirk Hammett: Guitarra líder y coros.
- Cliff Burton: Bajo eléctrico y coros.
- Lars Ulrich: Batería y percusión.